# Schistura melarancia
Schistura melarancia es una especie de peces de la familia Balitoridae en el orden de los Cypriniformes.

## Morfología
• Los machos pueden llegar alcanzar los 9,6 cm de longitud total.

## Distribución geográfica
Se encuentra al norte de Laos.

## Hábitat
Es un pez de agua dulce.